# Neutralgrau
Als Neutralgrau wird in der Fotografie ein Grauton bezeichnet, in dem alle Farben des Spektrums gleich enthalten sind. Ein derartiger Grauton wird „ohne einen Farbstich“ wahrgenommen. 
Eine Herausforderung in der Drucktechnik besteht darin, ein Neutralgrau aus den Druckfarben Cyan, Magenta und Yellow zu drucken. Druckauftraggeber legen in ihren Druckvorlagen nämlich graue Flächen oftmals nicht in Schwarz, sondern in drei Farben an, oder bei der Umwandlung von RGB nach CMYK wird dieses Grau nicht auf den K-Kanal gewandelt, sondern in CMY-Kanäle aufgeteilt.
Das Neutralgrau wird in Neutraldichtefiltern und bei der Graukarte eingesetzt.